# Mark Diesen
Mark Carl Diesen (ur. 16 września 1957 w Buffalo, zm. 9 grudnia 2008 w Conroe) – amerykański szachista.

## Kariera szachowa
W 1973 podzielił III m. (za Jonathanem Speelmanem i Carstenem Hoi, wspólnie m.in. z Bruno Carlierem) w turnieju juniorów w Schilde, w 1974 podzielił III m. (za Gildardo Garcia i Hectorem Bravo, wspólnie z Sergio Giardellim) w mistrzostwach panamerykańskich juniorów do 20 lat, natomiast w 1976. zwyciężył (wspólnie z Michaelem Rohde’em) w mistrzostwach Stanów Zjednoczonych juniorów oraz wystąpił w reprezentacji kraju na rozegranych w Caracas drużynowych mistrzostwach świata studentów, zdobywając srebrny medal. W 1977 odniósł największy sukces w karierze, zdobyłając w Groningen tytuł mistrza świata juniorów. Za ten rezultat Międzynarodowa Federacja Szachowa przyznała mu tytuł mistrza międzynarodowego.
Odniósł kilka sukcesów w turniejach międzynarodowych, m.in. dz. I m. w Karlovacu (1977, wspólnie z Vlatko Kovaceviciem i Hansem Ree), dz. II m. w Polanicy-Zdroju (1978, memoriał Akiby Rubinsteina, za Markiem Cejtlinem, wspólnie z Ulfem Anderssonem i Josifem Dorfmanem) oraz dz. II m. w Alicante (1978, za Aleksandrem Bielawskim, wspólnie z Ewgenim Ermenkowem). W 1980 zakończył profesjonalną karierę szachową, w następnych turniejach startując bardzo rzadko i wyłącznie na terenie Stanów Zjednoczonych. W latach 1986, 1987 i 1988 zwyciężył w mistrzostwach stanu Luizjana. Jeden z ostatnich sukcesów odniósł w 2003 zwyciężając w rozegranych w Dallas mistrzostwach stanu Teksas.
Najwyższy ranking w karierze osiągnął 1 stycznia 1979, z wynikiem 2460 punktów dzielił wówczas 20-23. miejsce wśród amerykańskich szachistów.